# Союз русских Литвы
Союз русских Литвы (лит. Lietuvos rusų sąjunga) — упразднённая политическая партия в Литве, основана в 1995 году; распущена в 2021 году. Участник Федерации русских партий ЕС. Выступала в защиту интересов русского меньшинства.

## Идеология
Основные направления деятельности:
- сохранение и развитие славянского культурного наследия,
- социально-правовая защита русскоязычного населения,
- поддержка и развитие русских неправительственных организаций,
- поддержка просвещения и образования русскоязычного населения Литвы
- содействие интеграции этнических меньшинств в социальную и культурную жизнь Литвы.

## История
Союз русских Литвы (СРЛ) был основан 28 октября 1995 года в Вильнюсе, на конференции прошедшей в кинотеатре «Победа». Зарегистрирован Министерством юстиции Литвы 28 октября 1995 года. (Код 193025269, юридический адрес: Vilnius, Savanorių pr. 11-70).
В 2001 году было введено фиксированное членство.
13 августа 2005 года часть членов партии провела альтернативную конференцию, заявив об избрании председателем СРЛ Татьяны Строкун, но суды двух инстанций в 2006 году признали эту конференцию незаконной и группа Строкун на местных выборах в Висагинасе в 2007 году выступала в списке Центристской партии.
В 2020 году Регистрационный центр инициировал процесс ликвидации партии. Официально ликвидирована в сентябре 2021 года.

## Участие в выборах
В 1996 году Союз русских Литвы получил 1,63 % на выборах в Сейм, не сумев получить представительство в парламенте. В 1997 году партия приняла участие в муниципальных выборах вместе с Альянсом граждан Литвы. В Вильнюсе коалиция получила 10 мест, в Клайпеде — 7 мест, в том числе члены Союза заняли четыре места в муниципальном совете Вильнюса и три в совете Клайпеды. В 2000 году Союз получил 3,9 % голосов на муниципальных выборах в Вильнюсе и потеряла свои места в городском совет. Зато в совете Клайпеды партия расширила своё представительство до 7 человек.
На выборах Сейма 2000 года партия участвовала в составе коалиции с Демократической партией труда Литвы, Новой демократической партией и Литовской социал-демократической партией. В список «Социал-демократической коалиции Бразаускаса» были включены 14 представителей Союза русских Литвы. Коалиция набрала 31,08 % голосов, в сейм прошли Сергей Дмитриев, Владимир Орехов и Юргис Утовка.
На местных выборах 2002 года СРЛ получил 11 мест: 6 в Вильнюсе, 3 в Клайпеде, 2 в Висагинасе.
На выборах в Сейм 2004 года В. Орехов шёл уже по списку Партии труда, а СРЛ выдвинул ряд кандидатов по одномандатным округам и участвовал в составе списка Избирательной акции поляков Литвы, набравшего 3,8 % голосов (барьер — 5 %), в результате Союз утратил представительство в Сейме. На выборах Европарламента в 2004 году совместный список Союза русских Литвы и Избирательной акции поляков Литвы набрал 5,71 % голосов и не получил мест в Европейском парламенте.
На местных выборах 2007 года партия получила 5 мандатов, в том числе 2 мандата из 51 в самоуправлении Вильнюса, 2 из 31 в самоуправлении Клайпеды, 1 из 25 в Висагинасе.
В выборах Сейма 2008 года СРЛ участвовал самостоятельно, набрав 0,92 % голосов.
В 2011 году Союз не преодолел барьер на местных выборах в Вильнюсе, получил два места из 31 в Клайпеде и 1 из 25 в Висагинасе.
В выборах в Сейм 2012 года участвовали руководители Союза русских, вошедшие в список Партии труда.

## Структура
Высшие органы управления Союза — Конференция его членов и Совет Союза. Также действовал контрольный орган — Ревизионная комиссия. С 1995 года председателем Совета Союза являлся Сергей Дмитриев. Секретарь — Лариса Дмитриева, казначей — Николай Шалковский.
Партия имела отделения в Клайпеде (350 членов, председатель — Вячеслав Титов), Висагинасе (200 членов, председатель — Игорь Красиков), Паланге, Вильнюсе, Каунасе (председатель — Валентина Александрова) и Швенчёнском районе (председатель — Татьяна Вишневская).